# It's Alive (Ramones)
It's Alive è un album live della band punk Ramones. È stato registrato al Rainbow Theatre di Londra il 31 dicembre 1977 ed è uscito nel maggio del 1979.
Il concerto che era stato filmato è stato poi pubblicato - in parte - nel doppio DVD It's Alive 1974-1996 del 2007.
L'album è diventato disco d'oro in Argentina nel 1993.
È considerato come uno dei migliori album musicali live della storia.

## Tracce
Tutte le canzoni sono state scritte dai Ramones eccetto ove indicato.
1. Rockaway Beach - 2:24
2. Teenage Lobotomy - 1:55
3. Blitzkrieg Bop - 2:05
4. I Wanna Be Well - 2:23
5. Glad to See You Go - 1:51
6. Gimme Gimme Shock Treatment - 1:37
7. You're Gonna Kill That Girl - 2:28
8. I Don't Care - 1:41
9. Sheena Is a Punk Rocker - 2:16
10. Havana Affair - 1:35
11. Commando - 1:40
12. Here Today, Gone Tomorrow - 2:55
13. Surfin' Bird - 2:20 (Al Frazier/Sonny Harris/Carl White/Turner Wilson)
14. Cretin Hop - 1:46
15. Listen to My Heart - 1:36
16. California Sun - 1:45 (Henry Glover/Morris Levy)
17. I Don't Wanna Walk Around With You - 1:25
18. Pinhead - 2:46
19. Do You Wanna Dance? - 1:39
20. Chain Saw - 1:29
21. Today Your Love, Tomorrow the World - 1:55
22. I Wanna Be a Good Boy - 2:03
23. Judy Is a Punk - 1:14
24. Suzy Is a Headbanger - 1:53
25. Let's Dance - 2:03 (Jim Lee)
26. Oh Oh I Love Her So - 1:40
27. Now I Wanna Sniff Some Glue - 1:18
28. We're a Happy Family - 2:07

## Formazione
- Joey Ramone - voce
- Johnny Ramone - chitarra
- Dee Dee Ramone - basso e voce d'accompagnamento
- Tommy Ramone - batteria